# محمد نور اکبری
محمد نور اکبری (زاده: ۱۳۴۲ ولسوالی خدیر، ولایت دایکندی) سیاست‌مدار افغانستانی و نماینده مردم دایکندی در دوره پانزدهم مجلس نمایندگان افغانستان است.

## زندگی‌نامه
محمد نور اکبری متولد ۱۳۴۲ از ولسوالی خدیر ولایت دایکندی افغانستان است. وی دارای مدرک ماستر از جامعه عالیه اسلامیه دهلی نو هندوستان است.

## دیگر فعالیت‌ها
- معلم.[۱]
- سکرتر اول سفارت افغانستان در هند.[۱]
- شارژدافیر/کاردار، وزیر مختار و معاون سفارت افغانستان در ژاپن.[۱]
- معاون ریاست تشریفات وزارت امور خارجه.[۱]
- مسئول انجمن محصلین افغانستان در هند.[۱]
- مدیر مسئول نشریه فرهنگی- سیاسی تفاهم.[۱]